# James Bridle

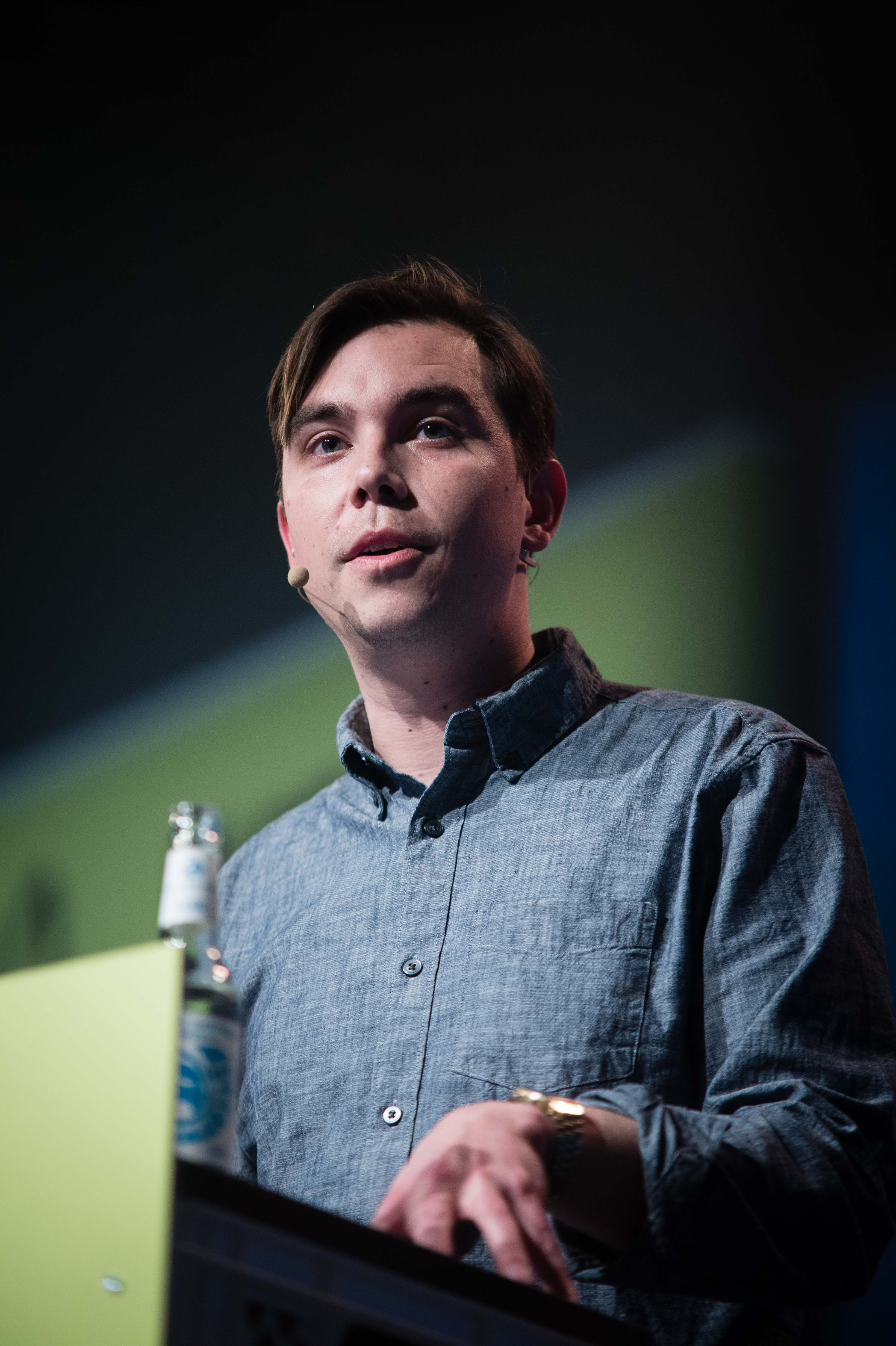
James Bridle auf der Re:publica 2015

James Bridle (geboren 1980) ist ein britischer Installationskünstler und Technologie-Autor. 
Er gilt als Vordenker und Kritiker der digitaltechnologischen Zukunft. Von Wired wurde er 2015 zu den hundert einflussreichsten Persönlichkeiten des Jahres gezählt.

## Leben
Bridle studierte am University College London mit den Hauptfächern Kognitionswissenschaft und Informatik und schloss mit einem Master ab. Er schrieb seine Masterarbeit über kreative Anwendungen der Künstlichen Intelligenz.
James Bridle prägte den Begriff der Künstlergruppe New Aesthetic; ihre Arbeit „handelt von den internationalen Wechselwirkungen der digitalen Netzwerke mit den Offline-Lebenswelten“ (deals with the ways in which the digital, networked world reaches into the physical, offline one). Exploriert wurden dabei Aspekte der westlichen Sicherheitsbehörden inklusive Drohnen und der Deportation Asylsuchender.
Als Autor schrieb er für Wired, Domus, Cabinet Magazine, The Atlantic und viele weitere große englischsprachige Medien. Von März 2012 bis August 2015 schrieb er als Kolumnist im Observer über elektronisches Lesen. Für die britische Tageszeitung The Guardian schrieb er 2018 bis 2019 eine weitere reguläre Kolumne über Verlagswesen und Digitaltechnologie.
Bridles Kunstwerke und Installationen wurden ausgestellt in Europa, Nord- und Südamerika, Asien und Australien. Er präsentierte seine Arbeiten im Victoria & Albert Museum, der Barbican Art Gallery, der Artangel, der Oslo Architecture Triennale und der Istanbul Design Biennial.
Im Jahre 2018 kuratierte Bridle für die Nome Galerie in Berlin die Gruppenausstellung Agency mit den Künstlern Morehshin Allahyari, Sophia Al Maria, Ingrid Burrington, Navine G. Khan-Dossos, Constant Dullaart, Anna Ridler und Suzanne Treister.
Im April 2019 sendete BBC Radio 4 eine vierteilige Radio-Feature-Reihe von Bridle namens 'New Ways of Seeing', die analog zu John Bergers Radioessays Ways of Seeing untersuchte, wie zeitgenössische Technologie die Kultur beeinflusst. Der Film Se ti sabir (2019) ist ein Film von James Bridle über Sprache, Intelligenz und das zeitgenössische Verhältnis zu neuen Technologien. Das Wort Sabir bedeutet zu wissen und stammt aus der über acht Jahrhunderte lang im Mittelmeerraum verwendeten Pidgin-Sprache Lingua franca, einer Mischform aus dem Wortschatz und der Grammatik der Berbersprache, des Türkischen, Französischen, Griechischen, Arabischen und anderer Sprachen.
Im März 2020 war Bridle gebucht als Eröffnungs-Vortragender der Veranstaltungsreihe Spy on Me #2, die wegen der Corona-Pandemie per Streaming und YouTube-Kanal des Berliner Veranstalters Hebbel am Ufer (HAU) stattfinden musste.
Am 26. März 2023 war James Bridle zu Gast bei SRF Sternstunde Philosophie mit Barbara Bleisch.
Er lebte lange Zeit in London und nun auf einer griechischen Insel.

## Schelling-Architekturpreis
Im Juni 2024 wurde Bridle von einer Jury einstimmig für den Schelling-Architekturpreis für Architekturtheorie ausgewählt. Im Oktober 2024 gehörte Bridle zu den Unterzeichnern eines Aufrufs zum Boykott israelischer Kulturinstitutionen, „die an der überwältigenden Unterdrückung der Palästinenser mitschuldig sind oder diese stillschweigend beobachtet haben“. Im November 2024, zwei Tage vor der Verleihungszeremonie, erklärte die Schelling-Stiftung, dass sie Bridle den Preis wieder aberkannte. Sie erklärte, sie respektiere zwar das Recht eines jeden, seine politische Haltung kundzutun, und werfe Bridle auch nicht Antisemitismus vor, doch sie könne nicht mit einem Aufruf zur kulturellen Isolation Israels in Verbindung gebracht werden. Bridle fasst die Entscheidung als klaren Affront auf und sagte: »Auch wenn sie nicht bereit sind, es offen auszusprechen, ist die Entscheidung der Stiftung ein Vorwurf des Antisemitismus, der verabscheuungswürdig ist. Dies gilt insbesondere angesichts der eigenen Geschichte der Organisation.« Der Preis ist nach Erich Schelling benannt, der NSDAP- und SA-Mitglied war und der als Architekt und lehrender Beamter eng mit dem nationalsozialistischen Regime verflochten war.

## Ausstellungen
- 2015: The Glomar Response, erste Einzelausstellung Bridles in Deutschland, Galerie Nome Berlin[12]

## Sonstige Werke
- The Iraq War: A Historiography of Wikipedia Changelogs, 2010
- New Dark Age: Technology and the End of the Future, Verso, London und New York City 2018.[13]
  - New Dark Age. Der Sieg der Technologie und das Ende der Zukunft, aus dem Englischen von Andreas Wirthensohn, 320  S., Verlag C. H. Beck, München 2019, ISBN 978-3-406-74177-7.[14]
- Filmessay Se ti sabir (2019), deutsche Premiere auf dem Festival Spy on Me #2 des Hebbel am Ufer Berlin 2020
- Ways of Being: Beyond Human Intelligence. Allen Lane, London 2022, ISBN 978-0-241-46965-1.
  - Die unfassbare Vielfalt des Seins : jenseits menschlicher Intelligenz. Verlag C. H. Beck, München 2023, ISBN 978-3-406-79895-5.

## Auszeichnungen
- 2013: Ehrenhafte Erwähnung beim Prix Ars Electronica in Linz
- 2014: Excellence Award beim Japan Media Arts Festival
- 2014: Nominierung für den Future Generation Art Prize
- 2014: Design Museum London Graphics Design of the Year

## Belege
1. ↑  The 2015 Wired 100: 100-76, wired.co.uk 3. August 2015, abgerufen am 19. März 2020.
2. ↑  Alex Carp:  The Drone Shadow Catcher, The New Yorker, 5. Dezember 2013. Abgerufen am 19. März 2020
3. ↑  Artikel von James Bridle für The Guardian, abgerufen am 19. März 2020.
4. ↑  "AGENCY Group show October 27 - December 7, 2018", nomegallery.com, abgerufen am 19. März 2020.
5. ↑  Marie Schmidt: Agenten der Gegenspionage, Ausstellungs-Rezension für Die Zeit vom 20. August 2015, abgerufen am 19. März 2020.
6. ↑  New Ways of Seeing BBC Radio 4
7. ↑  James Bridle über: Netzwerke umgestalten – für eine demokratischere Welt, deutschlandfunkkultur.de Fazit vom 18. März 2020, abgerufen am 19. März 2020.
8. ↑  Sternstunde Philosophie - Play SRF. Abgerufen am 30. März 2023.
9. ↑  Alexandra Alter: Authors Call for a Boycott of Israeli Cultural Institutions. In: nytimes.com. The New York Times Company, 31. Oktober 2024, abgerufen am 1. November 2024 (englisch).
10. ↑  Dan Sheehan: Hundreds of Authors Pledge to Boycott Israeli Cultural Institutions. In: Literary Hub. 28. Oktober 2024, abgerufen am 1. November 2024 (amerikanisches Englisch).
11. ↑  Schelling Architecture Prizes 2024 Schelling Architekturstiftung; 
James Bridle loses German architecture award over Israeli cultural boycott ArtReview, 8. November 2024;
Katinka Corts: Bridle erhält Schelling-Preis doch nicht german-architects.com, 10. Dezember 2024;
Philip Oltermann: architecture award rescinded over British artist’s Israel boycott vow The Guardian, 18. November 2024;
Dan Sheehan: Thousands of Authors Pledge to Boycott Israeli Cultural Institutions LitHub, 28. Oktober 2024;
Astrid Kaminski: James Bridle bekommt Preis aberkannt. Boykottieren und boykottiert werden taz, 20. November 2024;
Britischer Künstler erhält renommierten Preis doch nicht – wegen Israel-Boykottaufrufs Der Spiegel, 18. November 2024;
Jonny Walfisz: German architecture prize rescinded over artist signing Israel boycott letter EuroNews, 19. November 2024;
Raquel Guertzenstein Frohlich: German architecture foundation revokes award to artist over Israel boycott stance Jerusalem Post, 20. November 2024;
James Bridle: ‘The Denial of Genocide Is on the March Everywhere’ ArtReview, 19. November 2024;
Ulrich Coenen: Boykottaufruf: James Bridle erhält keinen Schelling-Preis in Karlsruhe Badische Neueste Nachrichten, 17. November 2024.
12. ↑  James Bridle: "Das Ans-Licht-Bringen hat seine moralischen Grenzen", Rezension in Die Zeit vom 2. August 2015, abgerufen am 19. März 2020.
13. ↑  Rise of the machines: has technology evolved beyond our control?, theguardian.com vom 15. Juni 2018, abgerufen am 19. März 2020.
14. ↑  Thomas Fromm: „New Dark Age“ Keine Angst vor Technologie, Buchrezension auf deutschlandfunk.de vom 28. Oktober 2019, abgerufen am 19. März 2020.

| Personendaten    | Personendaten                                                   |
| ---------------- | --------------------------------------------------------------- |
| NAME             | Bridle, James                                                   |
| KURZBESCHREIBUNG | britischer Installationskünstler, Kurator und Technologie-Autor |
| GEBURTSDATUM     | 1980                                                            |